# Cronologia da paleontologia
Cronologia da paleontologia
- Século VI a.C. — O filósofo pré-socrático grego Xenófanes de Cólofon ao observar fósseis de organismos marinhos em terras secas, conclui que em algum momento aquele local fora um dia coberto por água.[1]
- 1027 — O naturalista persa, Avicena, explica a pedregosidade dos fósseis no Livro da Cura propondo a teoria da petrificação dos fluidos (succus lapidificatus).[2]
- 1031-1095 — O naturalista chinês, Shen Kuo, usa as evidências de fósseis marinhos achados nas Montanhas Taihangpara inferir o processo geológico causado pela mudança do litoral durante o tempo,[3] e usou bambus petrificados achados no subsolo de Yan'an para demonstrar uma mudança climática gradual.[4]
- 1320-1390 — A teoria da petrificação dos fluidos de Avicena (succus lapidificatus) é elaborada por Albert of Saxony.[2]
- 1665 — No seu livro Micrographia, Robert Hooke compara a Madeira petrificada à madeira e conclui que a madeira petrificada formada a partir da madeira molhada em águas rica em minerais e demonstra que fósseis como a concha dos Amonites são formados da mesma maneira, provocando o debate sobre a origem orgânica dos fósseis e a possibilidade da extinção.[5]
- 1669 — Nicolaus Steno escreve que algumas rochas eram formadas a partir de camadas de sedimentos depositados sobre a água e que os fósseis eram restos orgânicos enterrados durante esse processo.[5]
- 1770 — Ossos fossilizados de um grande animal são achados em uma pedreira próxima à Maastricht na Holanda. Em 1808 Georges Cuvier os identificou como pertencentes a um grande réptil marinho extinto e em 1822 William Conybeare deu o nome de Mosassauroao animal descoberto.[6][7]
- 1789 — O esqueleto de um enorme animal é descoberto na Argentina. Em 1796 Cuvier relata que o animal possui diversas semelhanças aobicho-preguiça moderno e o nomeia Megatério.[8]
- 1796 —  Curvier apresenta um artigo sobre um elefante vivo e um fóssil, que comprova que o mamute é uma espécie diferente de qualquer elefante vivo, este trabalho tornar-se-ia possível, somente com a aplicação dos métodos da anatomia comparada que este naturalista havia formulado e e que permitiram as reconstruções paleontológicas. Ele demonstra que isto prova a realidade da extinção, a qual ela atribuiu a uma catástrofe geológica.[9]
- 1800 — Cuvier relata que um desenho de um fóssil achado na Baviera mostra um réptil voador; em 1809 ela o nomeia pterodáctilo.
- 1808 — Cuvier e Alexandre Brongniart publicam os resultados preliminares de sua avaliação da geologia da bacia parisiense, utilizando fósseis de diferentes camadas para reconstruir a história geológica da região.[10]
- 1811 — Mary Anning e seu irmão Joseph descobrem os restos fossilizados de um ictiossauro em Lyme Regis.
- 1812 — Georges Cuvier, publica a sua grande obra de divulgação, "Recherches sur les Ossemens Fossiles", onde reúne as suas ideias sobreextinção, sucessão biótica, correlação fossilífera (bioestratigrafia) e catastrofismo. Esta seria a obra que nortearia os trabalhos paleontológicos até a aceitação do evolucionismo.
- 1815 — William Smith publica o mapa The Map that Changed the World, o primeiro mapa geológico daInglaterra, Gales e sul da Escócia usando fósseis relacionados as camadas de rocha.
- 1821 — William Buckland explora a Caverna Kirkdale em Yorkshire, contendo os ossos de leões, elefantes erinocerontes e conclui que se trata de uma toca de uma hiena pré-histórica.
- 1821-1822 — Mary Anning descobre o primeiro esqueleto de Plesiossauro em Lyme Regis.
- 1822 — Gideon Mantell descobre os fósseis de uma presa de Iguanodon.
- 1822 — O editor do jornal francês Journal de Phisique, Henri Marie Ducrotay de Blanville, inventa a palavra "paleontologie" para a reconstrução de animais e plantas antigas a partir dos fósseis.
- 1823 — Buckland acha um esqueleto humano junto a restos de um mamute na Caverna Paviland na Península de Gower, mas na época não era aceita a teoria da coexistência de ambas as espécies.[11]
- 1824 — Buckland encontra a mandíbula inferior do dinossauro carnívoro Megalossauro.
- 1829 — Buckland publica um artigo, onde ele e Mary Anning identificaram e analisaram fezes fossilizadas encontradas em Lyme Regis e região. Buckland adota o termo coprólito para o achado, usando-o para analisar as cadeias alimentaresantigas.[12]
- 1831 — Mantell publica um artigo intitulado "A Era dos Répteis" aglutinando evidências de um grande período onde répteis gigantes eram os animais dominantes.[13]
- 1832 — Mantell encontra o esqueleto parcial de um Hylaeossauro.
- 1836 — Edward Hitchcock descreve as pegadas (Eubrontes and Otozoum) de aves gigantes do jurássico em Connecticut.
- 1841 — Richard Owen cria uma nova ordem de répteis, dinosauria, para os animais: Iguanodon, Megalossauro e Hylaeossauro descobertos por Mantell e Buckland.
- 1841 —  A primeira escala de tempo geológico é determinada por John Phillips baseado nos tipos de fósseis encontrados nas diferentes camadas de rochas. Ele adota o termo Mesozóico para o que Mantell chamou de "A Era dos Répteis".
- 1842 — Sir Richard Owen cunha a palavra "dinossauro" ("lagarto terrível") para agrupar animais como o Megalosaurus, o Iguanodon e o Hylaeosaurus.
- 1856 — Fósseis são encontrados no Vale de Neander na Alemanha, onde Johann Carl Fuhlrott e Hermann Schaaffhausen os identificaram como humanos diferentes das pessoas atuais. Alguns anos depois William King nomeia o achado como Homo neanderthalensis.
- 1858 — O primeiro esqueleto de dinossauro encontrados nos Estados Unidos, o Hadrossauro, é escavado e descrito por Joseph Leidy.
- 1859 — Charles Darwin publica sua obra A Origem das Espécies.
- 1861 — O primeiro esqueleto de Archaeopteryx é encontrado na Baviera e reconhecido como um forma de transição entre os répteis e as aves.
- 1869 — Joseph Lockyer funda a revista científica Nature.
- 1871 — Othniel Charles Marsh encontra o primeiro fóssil de pterossauro das Américas.
- 1874-77 — Marsh encontra diversos fósseis de equinos no oeste americano, que ele identificou como parte da evolução do cavalo.
- 1877 — O primeiro esqueleto de Diplodoco é encontrado em Cañon City.
- 1891 — Eugene Dubois descobre fósseis do Homem de Java (Homo erectus) na Indonésia.
- 1897 — Encontradas as primeiras pegadas no Brasil de animais pré-históricos em Sousa, na Paraíba, no lugar que hoje é conhecido como Vale dos dinossauros.[14]
- 1901 — O geólogo W.W. Orcutt recupera o primeiro fóssil do Rancho do Poço de Piche de La Brea ao sul da Califórnia, uma rica fonte de restos de mamíferos da era do gelo.
- 1902 — No Brasil, em Santa Maria são recolhidos os restos de um Rincossauro, que foi o primeiro fóssilvertebrado da América do Sul.
- 1905 — O Tyrannosaurus rex é descrito e nomeado por Henry Fairfield Osborn.
- 1909 — Fósseis do período Cambriano no Folhelho Burgess são descobertos por Charles Walcott.
- 1912 — A Deriva continental é proposta por Alfred Wegener, o que explica muitos padrões da antiga biogeografia revelada pelos registros fósseis.
- 1912 — Charles Dawson anuncia a descoberto do Homem de Piltdown na Inglaterra, um engano que confundiria a paleantropologia até que os fósseis fosse revelados como falsificações em 1953.[15]
- 1912-15 — O Espinossauro é encontrado no Norte de África sendo especulado que este seria o maior predador terrestre já existido.
- 1915 — No Egipto paleontólogos europeus resgatam toneladas de fósseis de dinossauros. Um dos mais curiosos é o Spinosaurus aegyptiacus, dotado de longo focinho e vela dorsal. O material original — o mais completo já resgatado desta espécie — foi destruído durante a Segunda Guerra Mundial, num bombardeamento ao museu alemão onde estava guardado.
- 1920 — Andrew Douglass propõe a Dendrocronologia.
- 1924 — Raymond Dart examina o fóssil da Criança de Taung encontrado por um pedreiro na África do Sul e o nomeouAustralopithecus africanus.
- 1944 — A publicação Tempo and Mode in Evolution de George Gaylord Simpson integra a paleontologia na síntese evolutiva moderna.
- 1946 — Reginald Sprigg descobre fósseis da Biota Ediacarana na Austrália. Nos anos 1960 Martin Glaessner demonstraria que eles era pré-cambrianos.
- 1947 — Willard Libby introduz a datação por carbono-14.
- 1953 — Stanley A. Tyler descobre Microfosseis em uma formação de sílex gunflint de cyanobacteria que gerou osestromatólitos pré-cambriano, aproximadamente 2 bilhões de anos atrás.
- 1969 — John Ostrom, paleontólogo norte-americano, descreve um pequeno e ágil dinossauro carnívoro, o Deinonychus antirrophus. Ostrom encontrou incríveis semelhanças entre o Deinonychus e o Archaeopteryx, retomando a questão da afinidade entre aves e dinossauros.
- 1970 — O Estauricossauro é o primeiro dinossauro brasileiro e foi recolhido em Santa Maria no Sítio Paleontológico Jazigo Cinco, pelo paleontólogo Llewellyn Ivor Price. É um dos mais antigos dinossauro saurischia.
- 1972 — Niles Eldredge e Stephen Jay Gould propões o equilíbrio pontuado, alegando que a história evolutiva da maioria das espécies envolve longos intervalos de estagnação entre períodos relativamente curtos de mudança rápida.
- 1974 — Donald Johanson e Tom Gray descobrem um fóssil de hominídeo fêmea de 3.2 milhões de anos e o nomeiam como "Lucy".
- 1978 — Nos EUA centenas de fósseis de uma mesma espécie de dinossauro, juntamente com ninhos e filhotes recém-nascidos, são encontrados num vale. Os animais morreram juntos por conta de uma grande erupção vulcânica. O achado indica que algumas espécies viviam em grupos sociais e cuidavam de seus filhotes. Ganhou o nome de Maiasaura ("lagarto boa mãe").
- 1980 — Luis Alvarez, Walter Alvarez, Frank Asaro, e Helen Michel propõe uma teoria de que um cometa atingiu a Terra 65 milhões de anos atrás causando a extinção do Cretáceo-Paleogeno.
- 1984 — Hou Xianguang descobre os Folhelhos de Maotianshan, um sítio fóssil em Yunnan, província da China.
- 1993 — Johannes G.M. Thewissen and Sayed Taseer Hussain descobrem o fóssil de um anfíbio, ancestral da baleia, o Ambulocetus natans no Paquistão.
- 1993 — O maior dinossauro descoberto até então é anunciado por paleontólogos argentinos: Argentinosaurus huinculensis. Estima-se que tenha ultrapassado os 35 m de comprimento e as 100 toneladas.
- 1995 — Paleontólogos argentinos descrevem o Giganotosaurus carolini, um carnívoro gigante, cujo tamanho ultrapassava o do próprio Tyrannosaurus rex.
- 1996 — Li Yumin encontra o fóssil de um dinossauro terópoda, o Sinosauropteryx apresentando a evidência de penas na província de Liaoning na China.
- 1999 — Outro importante dinossauro chinês é descrito: o Sinornithosaurus milenii. Era do grupo dos dromeossauros, ao qual pertencem o Velociraptor e o Deinonychus. O pequeno animal tinha o corpo coberto por penas. Pensou-se pela primeira vez na possibilidade de que os seus 'primos' também as tivessem.
- 2005 — Um novo exemplar de Archaeopteryx é descrito por norte-americanos. A similaridade com o grupo dos dromeossauros demonstra que alguns dinossauros teriam sido ancestrais directos das aves.
- 2006 — Mais um dinossauro ancestral é descoberto no Brasil: O Sacissauro. O nome é bem sugestivo, já que o dinossauro foi encontrado com uma perna. O Sacissaurus era carnívoro e o mais antigo dinossauro ornitísquio.
- 2008 — Em Uberaba, Minas Gerais, foi descoberto o maior dinossauro brasileiro: Uberabatitan ribeiroi. A espécie descrita por Leonardo Salgado e Ismar Carvalho no Triângulo Mineiro poderia atingir os 20 metros de comprimento e pesar cerca de 16 toneladas.
- 2009 — Fósseis de Titanoboa cerrejonensis, uma cobra gigante são descobertos em uma mina de carvão de Cerrejón em La Guajira, Colômbia, sugerindo que as temperaturas equatoriais no paleoceno eram maiores do que hoje."[16]
- 2013 — Descoberto o fóssil do primeiro réptil jurássico do Brasil, o bratacomimus.[17]